# 佐藤菜々美
佐藤 菜々美（さとう ななみ、2003年10月13日 - ）は、日本の元女子バレーボール選手である。

## 来歴
岩手県北上市出身。友人に誘われて小学5年生からバレーボールを始めた。
岩手県立花巻南高等学校を経て、2021-22シーズン、V.LEAGUE DIVISION2 WOMEN（V2女子）に所属するプレステージ・インターナショナルアランマーレ（アランマーレ山形）の内定選手となった。
2022年、高校卒業後に、プレステージ・インターナショナルアランマーレに入団した。入団1シーズン目となる2022-23シーズンにV2女子の試合に出場し、Vリーグデビューを果たした。チームはV2女子優勝、V1昇格を果たした。
2023-24シーズン、V1女子の試合に出場し、V1デビューを果たした。
2025年5月、現役引退が発表された。6月30日に引退選手として公示。

## 所属チーム
- 岩手県立花巻南高等学校（2019-2022年）
- プレステージ・インターナショナルアランマーレ/アランマーレ山形（2022-2025年）